# Go Down Moses
Go Down Moses (укр. Зійди, Мойсею) — американський спірічуелс, в якому описуються події з старозавітної книги Вихід 8:1: «І сказав Господь Мойсеєві: піди до фараона і скажи йому: так говорить Господь: відпусти народ Мій, щоб він звершив Мені служіння». Цими словами Господь закликав Мойсея домогтися виходу ізраїльтян з єгипетського полону. Текст пісні був опублікований а капела-колективом «Jubilee Singers» в 1872 році:
 When was in Israel Egypt's land: Let My people go,
Oppress'd so hard they could not stand, Let My People go.
Go down Moses,
Way down in Egypt land,
Tell old Pharaoh,
Let My people go.
Десятиліттям раніше пісня вважалася гімном американських рабів і вперше датувалася приблизно 1862 роком. У ті роки вона носила й іншу назву — «Oh! Let My People Go: The Song of the Contrabands». На думку ж капелана одного з негритянських хорів батьківщиною пісні є штат Віргінія, де вона виконувалася ще з 1853 року і мала наступний текст:
The Lord, by Moses, to Pharaoh said: Oh! let My people go.
If not, I'll smite your first-born dead—Oh! let My people go.
Oh! go down Moses,
Away down to Egypt's land,
And tell King Pharaoh
To let My people go.
Першим виконавцем сучасної версії був американський співак Поль Робсон, чий глибокий резонуючий голос багато називали божественним. Найвідомішим виконавцем пісні став Луї Армстронг, чия версія була записана в Нью-Йорку 7 вересня 1958 року.
Пісня також використовувалася в якості одного з спірічуелсів в ораторії «A Child of Our Time» англійського композитора Майкла Тіппетта.
Американський письменник Вільям Фолкнер, після того як пісня стала популярною, назвав один із своїх романів «Зійди, Мойсею» (1942).